# ضاحية عبد الله المبارك
ضاحية عبد الله المبارك، منطقة من مناطق محافظة الفروانية في الكويت. سميت بهذا الاسم نسبة إلى الشيخ عبد الله المبارك الصباح أحد رجالات الكويت البارزين.